# Публічні послуги
Публічні послуги — послуги, що надаються органами державної влади та місцевого самоврядування, їх посадовими особами, а також підприємствами, установами та організаціями, які перебувають в їх управлінні.
Залежно від суб'єкта, що надає публічні послуги, розрізняють державні та муніципальні послуги. Державні послуги надаються органами державної влади (в основному виконавчої) та державними підприємствами, установами, організаціями, а муніципальні послуги надаються органами місцевого самоврядування і комунальними (муніципальними) підприємствами.
Важливою складовою як державних, так і муніципальних послуг є адміністративні послуги, що визначаються як результат здійснення владних повноважень уповноваженим  суб'єктом за заявою фізичної або юридичної особи, спрямований на набуття, зміну чи припинення прав та/або здійснення обов’язків такої особи відповідно до закону. Зокрема, до таких послуг належать: видача дозволів (ліцензій), сертифікатів, посвідчень, проведення реєстрації тощо.
Суспільні послуги включають різноманітні види послуг, зокрема суспільне мовлення, благоустрій населених пунктів,  житлово-комунальні послуги, побутове обслуговування населення тощо.[джерело?]

## Комунальні послуги
Комуна́льні по́слуги (у вузькому розумінні) — результат господарської діяльності, спрямованої на задоволення потреби фізичної чи юридичної особи у забезпеченні холодною та гарячою водою, водовідведенням, газо- та електропостачанням, опаленням, а також вивезення побутових відходів у порядку, встановленому законодавством.[анахронізм?]
До Комунальних послуг можуть належати:
1. Ремонт і утримання дорожньо-мостового господарства та інженерного захисту:
- транспортних і пішохідних вулиць і доріг (тротуарів, проїздів) і дорожніх споруд на них (постів, шляхопроводів), мостів та інших транспортних інженерних споруд в межах населеного пункту;
- стоянок автотранспортних засобів;
- водовідвідних і дренажних систем приватних домоволодінь і споруд;
- захисних дамб і берегових укріплень;
- протизсувних та протиобвальних споруд;
- засобів захисту інженерних комунікацій від корозії.

2. Перевезення пасажирів і багажу громадським транспортом.
3. Санітарно-гігієнічне очищення населених пунктів:
- Надання послуг громадських туалетів;
- Чищення вигрібних ям;
- Збір, вивезення, утилізація, знищення, переробка та захоронення твердих та рідких відходів;
- Вилов та утримання бездоглядних та безпритульних тварин.

4. Озеленення території населеного пункту:
- Утримання зелених зон, лісопарків, парків і скверів;
- Утримання зеленого господарства і декоративного квітникарства;
- Виробництво та реалізація посадкового і посівного матеріалу декоративних деревно-чагарникових, квіткових і трав'янистих рослин.

5. Освітлення вулиць та приміщень загального користування; встановлення покажчиків з назвами вулиць та номерами будинків.
6. Ритуальні послуги, благоустрій та утримання місць поховання.
7. Послуги лазні.
8. Послуги фізкультурно-оздоровчого комплексу.
9. Постачання населенню палива (вугілля, дров, скрапленого газу, торфу тощо).[джерело?]